# Marcel Carbonel
Pour les articles homonymes, voir Carbonel.
 (février 2024).
Si vous disposez d'ouvrages ou d'articles de référence ou si vous connaissez des sites web de qualité traitant du thème abordé ici, merci de compléter l'article en donnant les références utiles à sa vérifiabilité et en les liant à la section « Notes et références ».
Marcel Carbonel, né à Lyon le 25 juillet 1911, mort à Marseille le 24 mai 2003 à l'âge de 91 ans, est un santonnier marseillais, doyen de sa profession.
Pour illustrer l’œuvre de Marcel Carbonel, il est opportun de rappeler la phrase de Frédéric Mistral qui se résume ainsi : « L'argile est aux mains du santonnier ce qu'est l'homme dans les mains de Dieu ».

## À l'origine
Marcel Carbonel voit le jour le 25 juillet 1911. Son père Victor, électricien de métier, et sa mère Philippine, sans emploi, fabriquaient tous deux des accessoires à temps perdu, à la maison sans doute par passion. Mas, crèche, étables, vides de tout santon afin de les vendre lors de la Foire aux Santons de Marseille, événement annuel depuis 1803. C’est peut-être la naissance de la future vocation de Marcel Carbonel.
Avant de commencer son activité, Marcel Carbonel exerça plusieurs petits métiers parmi lesquels portefaix, chauffeur de taxi, wattman, coursier. En 1928, il quitte l'école des beaux-arts, faute de moyens à la suite de la mort de son père Victor. Il apprend alors le métier de lithographe.

## Début de l'activité
En 1935, il s’installe dans un local rue Fort-Notre-Dame dans le 7e arrondissement à Marseille, ville dont il est originaire et dans laquelle il vit depuis l'âge d'un an. Il est accompagné de sa femme Clotilde, d’un mouleur et de deux décoratrices qu'il emploie.

## Technique de fabrication

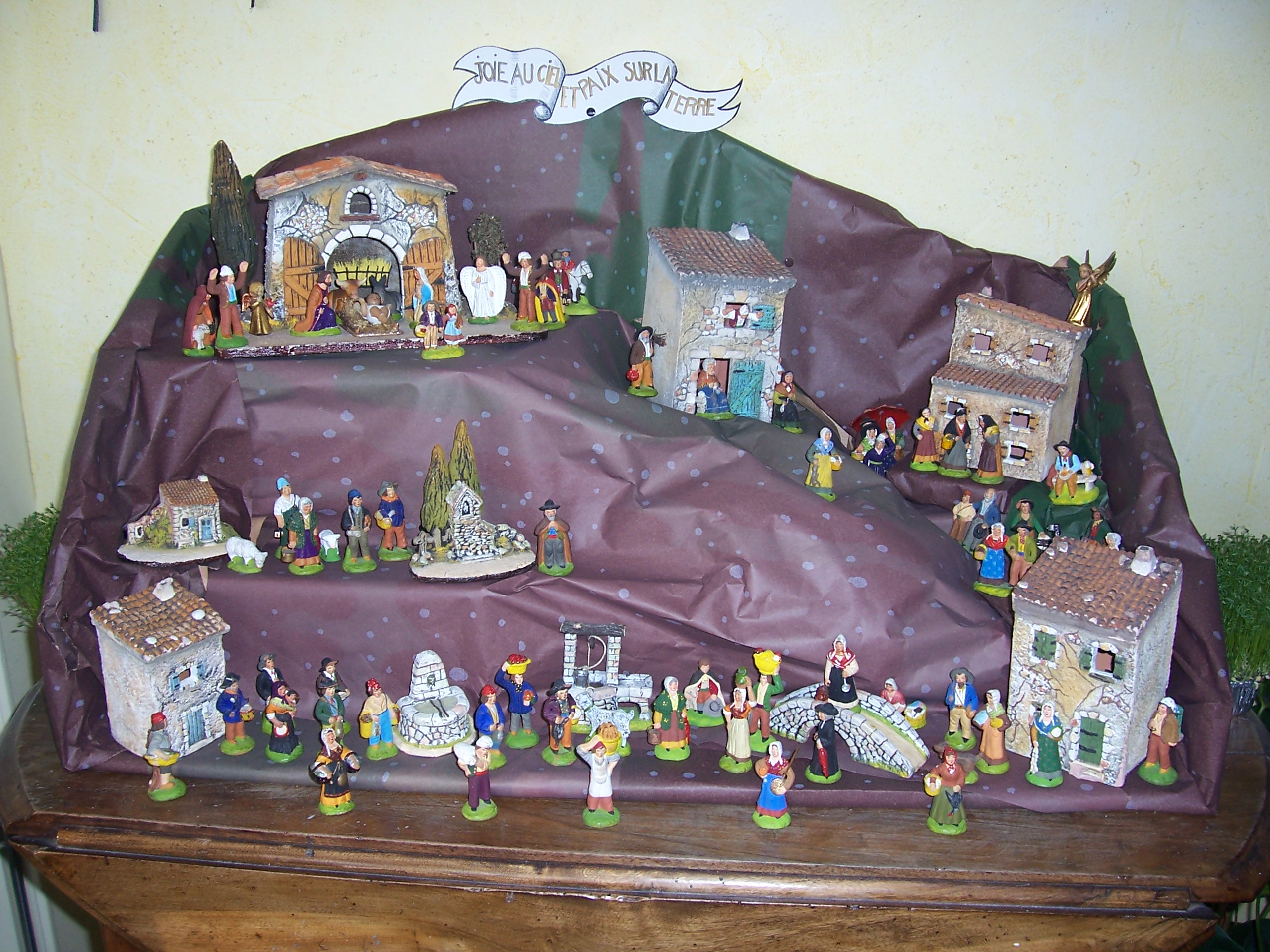
Crèche de Noël provençale en santons Marcel carbonel

Pour fabriquer le moule original d'une nouvelle création appelé « moule-mère » (le moule initial, en anglais traduit par « master »), il utilise du plâtre de Paris de couleur jaunâtre; ses particularités sont la finesse de l'empreinte, sa densité et sa solidité.
Pour les moules de reproduction, il utilise un plâtre moins dur qui permet de démouler plus facilement le sujet. La forme des moules de reproduction est importante ; elle est arrondie en haut du moule afin de faciliter l'estampage en série. Ensuite, il laisse sécher le santon et le cuit dans un four électrique à une température qui atteint progressivement 980 °C.
Il décore ses santons avec des gouaches de sa propre fabrication. Grâce à sa formation de lithographe, il met au point ses propres gouaches en broyant manuellement des pigments avec de la gomme arabique dure, dite « Kitir », qu'il décante lui-même.
Il utilise 20 pigments de base, ocre rouge, ocre jaune, terre de sienne, terre de sienne brûlée, rouge hélios, rouge d'alizarine, rose syrien, Bordeaux, vert de chrome, vert valentine, violet d'alizarine, jaune hansa, jaune de chrome, bleu de cobalt, bleu de manganèse, bleu outremer, bleu de Prusse, noir d'ivoire (Noir animal), blanc de titane, blanc de lithopone, qu'il mélange pour créer sa propre palette de 124 couleurs répertoriées et dosées. Ce procédé, d'après son expérience, permet en effet d'obtenir des couleurs plus vives et éclatantes que les gouaches en tube du commerce auxquelles ont généralement recours les autres santonniers.
Pour la décoration du santon, il utilise des pinceaux en poils de martre Kolinsky.

## Développement de l'activité

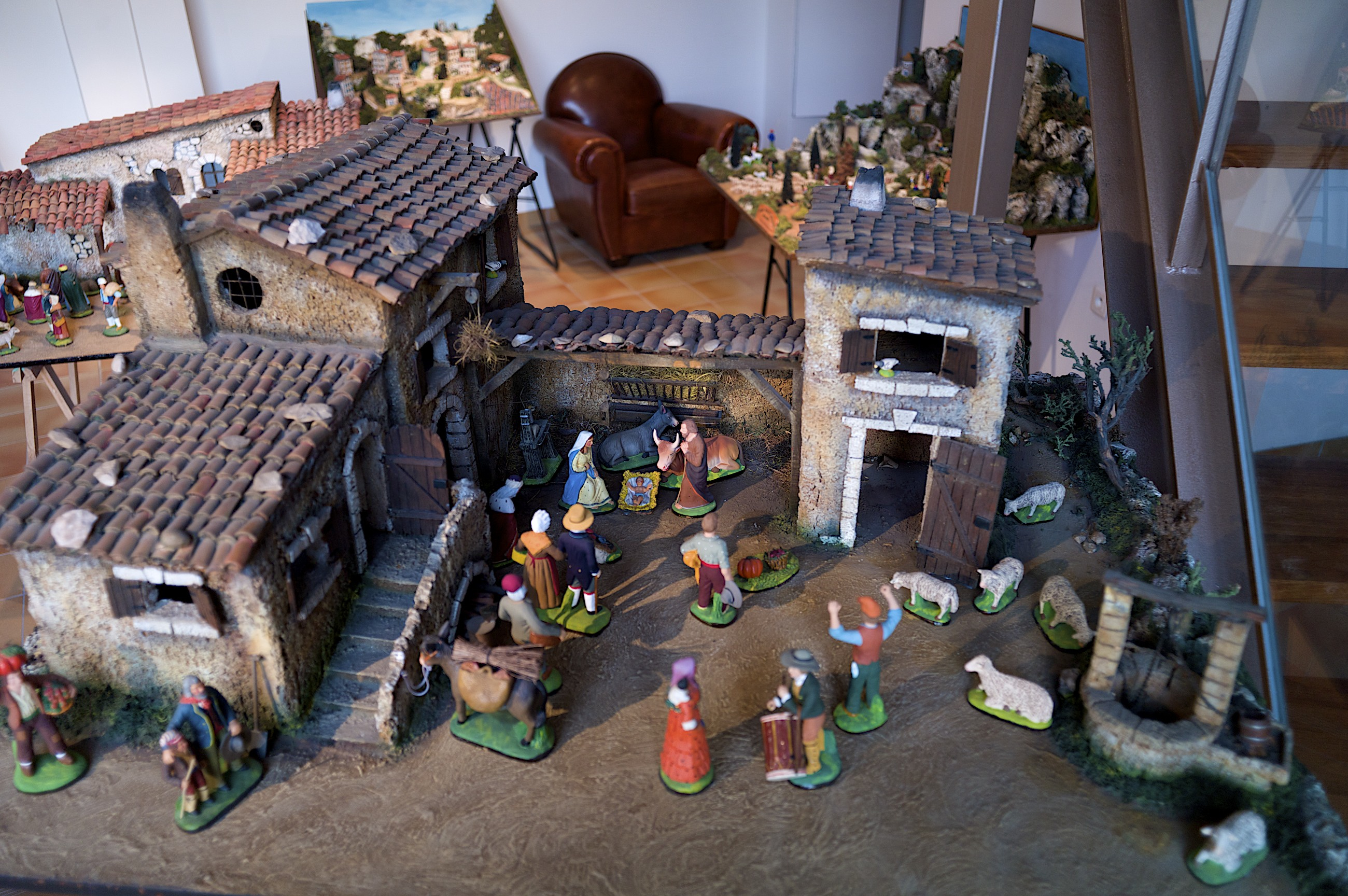
Crèche santons N°4 Marcel Carbonel

En 1950 il déménage pour s'installer sur une galerie au no 2 rue du Commandant-de-Surian toujours dans le 7e arrondissement ; son effectif est alors de dix employés. Par la suite, il s'étend dans la galerie, embauche et forme des apprentis. Son petit-fils, Philippe Renoux-Carbonel, le rejoint en 1973 à l'âge de quinze ans pour commencer son apprentissage.
Les Ateliers déménagent au début des années 1990 dans le site qu'ils occupent toujours aujourd'hui situé au 47 rue Neuve Sainte Catherine, tout près de l'Abbaye de Saint Victor, dans le 7e arrondissement de Marseille.

## Création des Ateliers Marcel Carbonel

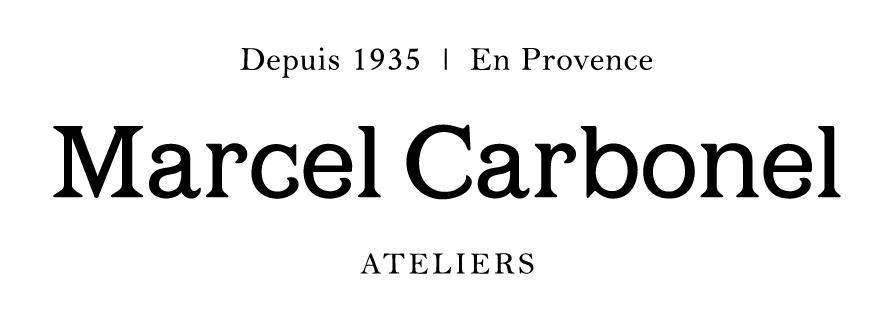
Logo Ateliers Marcel Carbonel

En 1977, à l'âge de 66 ans, il prend sa retraite. S'il ne s'investit plus dans la gestion de son entreprise, cela ne l'empêche en rien de continuer de créer des crèches et des santons au sein de son atelier qu'il conserve rue du commandant de Surian. Il confie à sa fille, Danielle, et à son gendre, Alfred Renoux, la création de la société Ateliers Marcel Carbonel, prolongation de l'activité développée depuis 1935. Un logo est spécialement créé par Michel Morosoff pour cet événement. 
En 2007, les Ateliers Marcel Carbonel sont labellisés au titre d'Entreprise du Patrimoine Vivant, marque de reconnaissance de l’Etat, mise en place pour distinguer des entreprises françaises, et des savoir-faire industriels et artisanaux d’excellence.
Les Ateliers Marcel Carbonel disposent à ce jour de la plus importante collection de santons de Provence .

## Reconnaissances et honneurs
En 1958, il est élu Président du syndicat des santonniers, mandat qu'il exerce pendant vingt et un ans. Avec la participation de Jean Héritier et de Jean-Maurice Rouquette, il est le créateur en 1958 du Salon international des santonniers en la ville d’Arles, salon qui lui survit ; il s'exprima ainsi lors de la création du Salon d'Arles : "Au nom de tous mes camarades, je viens vous demander droit d'asile dans votre cité, en ces lieux mêmes où nos chers santons ont reçu leur consécration définitive. Nous exprimons le vœu qu'une sélection de qualité figure ici en permanence ; capitale spirituelle de la Provence, Arles se devait d'accueillir en son sein ses plus nobles artisans. Le Salon d'Arles doit être, ainsi qu'ils l'ont souhaité, l'occasion de rassembler leurs idées d'après leurs œuvres et d'être une confrontation artistique que nous voulons, entre toutes, féconde."[réf. souhaitée]
En 1961, la discipline santonnière rentre à la Sorbonne où Marcel Carbonel sera le premier santonnier à être distingué Meilleur ouvrier de France ; cette discipline est toujours en vigueur. Le 9 mai 2003, il est fait chevalier de la Légion d'honneur.
D’après son œuvre existante ainsi que par sa notoriété, Marcel Carbonel serait le troisième plus grand santonnier du XXe siècle[réf. nécessaire] après Jean-Louis Lagnel, Marseillais et créateur du santon de Provence (1764-1822) et Thérèse Neveu d’Aubagne (1866-1946).

### Musée du santon Marcel Carbonel
Au cours de sa carrière, Marcel Carbonel effectue de nombreux voyages en Europe et achète des pièces touchant à la Nativité, aux santons et aux figurines suivant un précepte bien établi : l'originalité des créations. Dans le même temps, il collectionne à peu près tous les santons que fabriquent ses confrères, en suivant toujours ce même précepte. Sa collection privée est constituée de pièces originales faites d'argile (cuite ou crue), de papiers mâchés, de bois sculpté et précieux, de verre filé de Murano, de plâtre, de céramique, de porcelaine, polychrome, de maïs, ou de liège.
En 1997 cette collection est mise en valeur avec le musée du santon Marcel Carbonel permettant aux visiteurs d'explorer cet artisanat.